# Veliki Alan
Veliki Alan je prijevoj na Velebitu u Nacionalnom parku Sjeverni Velebit u Hrvatskoj. On se nalazi na najvišoj točki ceste od lučkog grada Jablanca na Jadranu do Štirovače u unutrašnjosti.
Prijevoj je 1414 metara visok. Na zapadnoj strani se nalazi zapuštena žičara za prijevoz trupaca s Velebita koja vodi od Alana do uvale Stinica na jadranskoj obali. Gradili su je politički zatočenici kaznionice na Golom otoku. Bila je gospodarski neiskorištena i ekonomski neisplativa, te je radila svega nekoliko godina.
Planinarska kuća Alan (1340 m) nalazi se u blizini prevoja Veliki Alan, a nedaleko gornje stanice bivše industrijske žičare.